# SLC25A42
SLC25A42 (англ. Solute carrier family 25 member 42) – білок, який кодується однойменним геном, розташованим у людей на короткому плечі 19-ї хромосоми. Довжина поліпептидного ланцюга білка становить 318 амінокислот, а молекулярна маса — 35 409.
| 10         |  | 20         |  | 30         |  | 40         |  | 50         |
| ---------- |  | ---------- |  | ---------- |  | ---------- |  | ---------- |
| MGNGVKEGPV |  | RLHEDAEAVL |  | SSSVSSKRDH |  | RQVLSSLLSG |  | ALAGALAKTA |
| VAPLDRTKII |  | FQVSSKRFSA |  | KEAFRVLYYT |  | YLNEGFLSLW |  | RGNSATMVRV |
| VPYAAIQFSA |  | HEEYKRILGS |  | YYGFRGEALP |  | PWPRLFAGAL |  | AGTTAASLTY |
| PLDLVRARMA |  | VTPKEMYSNI |  | FHVFIRISRE |  | EGLKTLYHGF |  | MPTVLGVIPY |
| AGLSFFTYET |  | LKSLHREYSG |  | RRQPYPFERM |  | IFGACAGLIG |  | QSASYPLDVV |
| RRRMQTAGVT |  | GYPRASIART |  | LRTIVREEGA |  | VRGLYKGLSM |  | NWVKGPIAVG |
| ISFTTFDLMQ |  | ILLRHLQS   |  |            |  |            |  |            |

A: Аланін

C: Цистеїн

D: Аспарагінова кислота

E: Глутамінова кислота

F: Фенілаланін

G: Гліцин

H: Гістидин

I: Ізолейцин

K: Лізин

L: Лейцин

M: Метіонін

N: Аспарагін

P: Пролін

Q: Глутамін

R: Аргінін

S: Серин

T: Треонін

V: Валін

W: Триптофан

Задіяний у такому біологічному процесі, як транспорт. 
Локалізований у мембрані, мітохондрії, внутрішній мембрані мітохондрії.